# Incredible (Future)
Incredible è un singolo del rapper statunitense Future, pubblicato il 25 luglio 2017 come secondo estratto del sesto album in studio Hndrxx.

## Composizione
Il brano è stato scritto in collaborazione con DJ Esco e AK Visions.

## Tracce
1. Incredible – 4:08